# Château de Skipness
Le château de Skipness se tient sur la rive est de la péninsule de Kintyre en Écosse près du village de Skipness.

## Histoire
La principale structure du château est bâtie au début du XIIIe siècle par le clan MacSween, et on lui ajoute des fortifications et d'autres éléments du XIIIe au XVIe siècle. 
Le château accueille des troupes royales en 1494 durant la campagne de Jacques IV d'Écosse pour supprimer les seigneurs des Îles. Archibald Campbell (2e comte d'Argyll) offre Skipness à son fils cadet, Archibald Campbell, in 1511,.
Durant les guerres des Trois Royaumes en 1646, le château est assiégé par les forces d'Alasdair MacColla. Au cours du siège, le frère d'Alasdair, Gilleasbuig Mac Colla, est tué en août 1646.
Le château est abandonné au XVIIe siècle.